# Felsőkomárnok
Felsőkomárnok (szlovákul: Vyšný Komárnik, lengyelül Komorniki Wyżne) község Szlovákiában, az Eperjesi kerület Felsővízközi járásában.

## Fekvése
Felsővízköztől 18 km-re északkeletre, a lengyel határ mellett, a Duklai-hágó déli oldalán fekszik, közúti határátkelőhely Lengyelország felé.

## Története
A települést a 16. század végén alapították a makovicai uradalom területén. 1600-ban „Fölsö Komornik” alakban említik először. 1618-ban „Felso Komarnik” néven említik. 1713-1714-ben a járványok következtében a falu elnéptelenedett. 1787-ben 25 házában 164 lakos élt.
A 18. század végén Vályi András így ír róla: „Alsó, és Felső Komárnyik. Két tót falu Sáros Várm. földes Uraik G. Áspremont Uraság, lakosaik katolikusok, többen ó hitűek, fekszenek Zboróhoz más fél mértföldnyire, harmitzadgya is van egyiknek; határbéli földgyeik soványasok, fájok mind a’ két féle, ’s legeljök is elegendő van, vagyonnyaik selejtesek, marhákkal kereskedést indíthatnak.”
1828-ban 34 háza volt 262 lakossal, akik főként mezőgazdasággal foglalkoztak, később a nagybirtokokon dolgoztak.
Fényes Elek 1851-ben kiadott geográfiai szótárában így ír a faluról: „Alsó- és Felső-Komárnik, Sáros v. 2 egymáshoz igen közel fekvő orosz falu, a gallicziai és zempléni határszéleken, a makoviczi uradalomban: 69 romai, 440 g. kath., 18 zsidó lak. Alsó-Komarnyikon postahivatal van. Határuk sziklás, sovány; erdejük igen nagy; szarvasmarhát sokat tartanak.”
1865-ben fűrészüzem is működött itt. 1920 előtt Sáros vármegye Felsővízközi járásához tartozott.
1944-ben súlyos harcok folytak területén, melyek következtében a település teljesen elpusztult. Felsőkomárnok volt az első felszabadított falu Csehszlovákia területén, 1944. október 6-án foglalta el a Vörös Hadsereg.

## Népessége
| Év:            | 1994. | 2004.   | 2014.   | 2024.   |
| -------------- | ----- | ------- | ------- | ------- |
| Emberek száma: | 74    | 76      | 71      | 64      |
| Eltérés:       |       | +2,70 % | -6,57 % | -9,85 % |

| Év:            | 2023. | 2024.   |
| -------------- | ----- | ------- |
| Emberek száma: | 68    | 64      |
| Eltérés:       |       | -5,88 % |

1910-ben 194, túlnyomórészt ruszin lakosa volt.
2001-ben 85 lakosából 65 szlovák és 16 ruszin volt.
2011-ben 75 lakosából 47 szlovák és 26 ruszin.

## Nevezetességei
- Szent Kozma és Damján tiszteletére szentelt görögkatolikus fatemploma 1924-ben épült a korábbi, 1700-ban épített és az I. világháború idején elpusztult fatemplom helyén. Négy haranggal rendelkezik. A templomot 1970-ben újították fel.
- Határában a Duklai-hágónál a II. világháborúban itt dúlt súlyos harcok emlékére szabadtéri múzeumot létesítettek.